# مويسيا

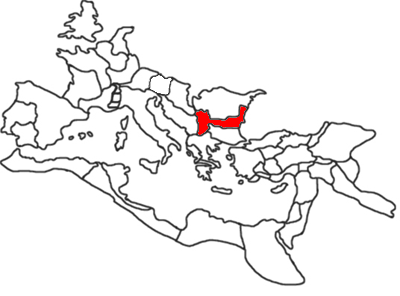
موقع مويسيا في الإمبراطورية الرومانية

مويسيا في الجغرافيا القديمة هي منطقة سكنها شعب التراقيين، وتحيط بها من الجنوب جبال هايموس (جبال البلقان) وسكاردوس (أو سكودروس أو سكوردوس، جبال شار)، وعلى الغرب تحيط بها جبال درينوس، وفي الشمال يحيط بها نهر الدانوب ومن الشرق البحر الأسود. وهكذا فهي تشكل الجزء الرئيسي من وسط صربيا وبلغاريا الحديثتين.

## التاريخ
في عام 75 ق م، قام سكريبونيوس كوريو حاكم مقدونيا، بالتوغل حتى الدانوب، وانتصر على سكان الإقليم، وتم أخضعوا في النهاية من قبل ماركوس ليكينوس كراسوس، حفيد الجنرال والذي كان أيضا حاكم مقدونيا، أثناء عهد الإمبراطور أغسطس حوالي العام 29 ق م. لكن المنطقة لم تنظم كمحافظة حتى السنوات الأخيرة لعهد أغسطس؛ وفي عام 6 م قام ديو كاسيوس بذكر مقطع عن حاكمها كايكينا سيويروس. وبهذا فقد أخطأ بيان أبيانوس في كتاب إليريا عندما ذكر أن المنطقة لم تصبح محافظة رومانية حتى زمن تيبيريوس. وفي الأصل فقد كانت محافظة واحدة تحت حكم مندوب قنصلي إمبراطوري (الذي كان يسيطر أيضا على الأغلب على أخايا ومقدونيا).
قسمت من قبل دوميتيان إلى جزء أعلى (سوبريور) وأسفل (إنفريور، والذي سمي أيضا ريبا ثراكيا)، الأجزاء الغربية والشرقية قسمت عن بعضها بنهر كيربوس (أو كياربوس؛ ويسمى الآن سيبريتزا أو زيبرو). بعض المؤرخين وضعوا الحدود أبعد نحو الغرب. وكل منها حكمت من قبل مندوب قنصلي إمبراطوري ووكيل.
كمحافظة حدودية، فقد تمت تقوية مويسيا بالمحطات والقلاع المنصوبة على طول الضفة الجنوبية لنهر الدانوب، وبني جدار من أكسيوبوليس إلى تومي كحماية ضد غارات السكوثيين والسارماتيين. بعد أن هجرت داقية لصالح البرابرة من قبل أورليان (270 – 275 م) وانتقال سكانها إلى جنوب الدانوب، أخذ الجزء المركزي لمويسيا اسم داكيا أورلياني (انقسمت ثانية إلى داكيا ريبينسيس وداكيا إنفريور). دعيت المنطقة باسم داردانيا (في مويسيا العليا)، وسكنها الداردانيون، وتم تحويلها إلى محافظة خاصة من قبل ديوكلتيان وعاصمتها نايسوس (وهي الآن نيسا أو نيش)، مسقط رأس قسطنطين الكبير.

## هجوم القوط والسنوات اللاحقة
القوط الذين غزوا مويسيا في عام 250 م، والذين واجهوا الصعاب أمام الهون، عبروا الدانوب ثانية أثناء عهد فالنس (376)، وقد سمح لهم بالاستقرار في مويسيا. لكن النزاعات بدأت بالوقوع بوقت قصير، وهزم القوط تحت إمرة فريتيغيرن جيوش فالنس في معركة عظيمة قرب أدريانوبوليس (378). وهؤلاء القوط معروفون بقوطي مويسيا، والذي وضع لهم أولفيلاس الترجمة القوطية لكتاب الإنجيل. في القرن السابع دخل الصقالبة والبلغار البلاد وأسسوا الممالك الحديثة لصربيا وبلغاريا.

## أهم المدن
البلدات الرئيسية لمويسيا العليا كانت: سينغيدونوم (بلغراد)، ويميناكيوم (أحيانا مسمى مونيكيبيوم أيليوم؛ كوستولاتز)، بونونيا (فيدن)، راتياريا (أرتشر)، سكوبي (سكوبيه).
أما مويسيا السفلى فقد كانت أهم بلداتها أويسكوس (كولونيا أولبيا، غيغن)، نوفاي (قرب سيستوفا، المقر الرئيسي لثيودوريك)، نيكوبوليس على إستروم (نيكوب)، ريالي على ياتروس أو يانترا، أوديسوس (فارنا)، تومي (كوستانتسا)، التي طرد إليها الشاعر أوفيد. الأخيرتان كانتا بلدتين يونانيتين، وشكلتا حلفا مدنيا خماسيا (بنتابوليس)، مع إستروس وميسامبريا وأبولونيا.